# Zaspa śnieżna

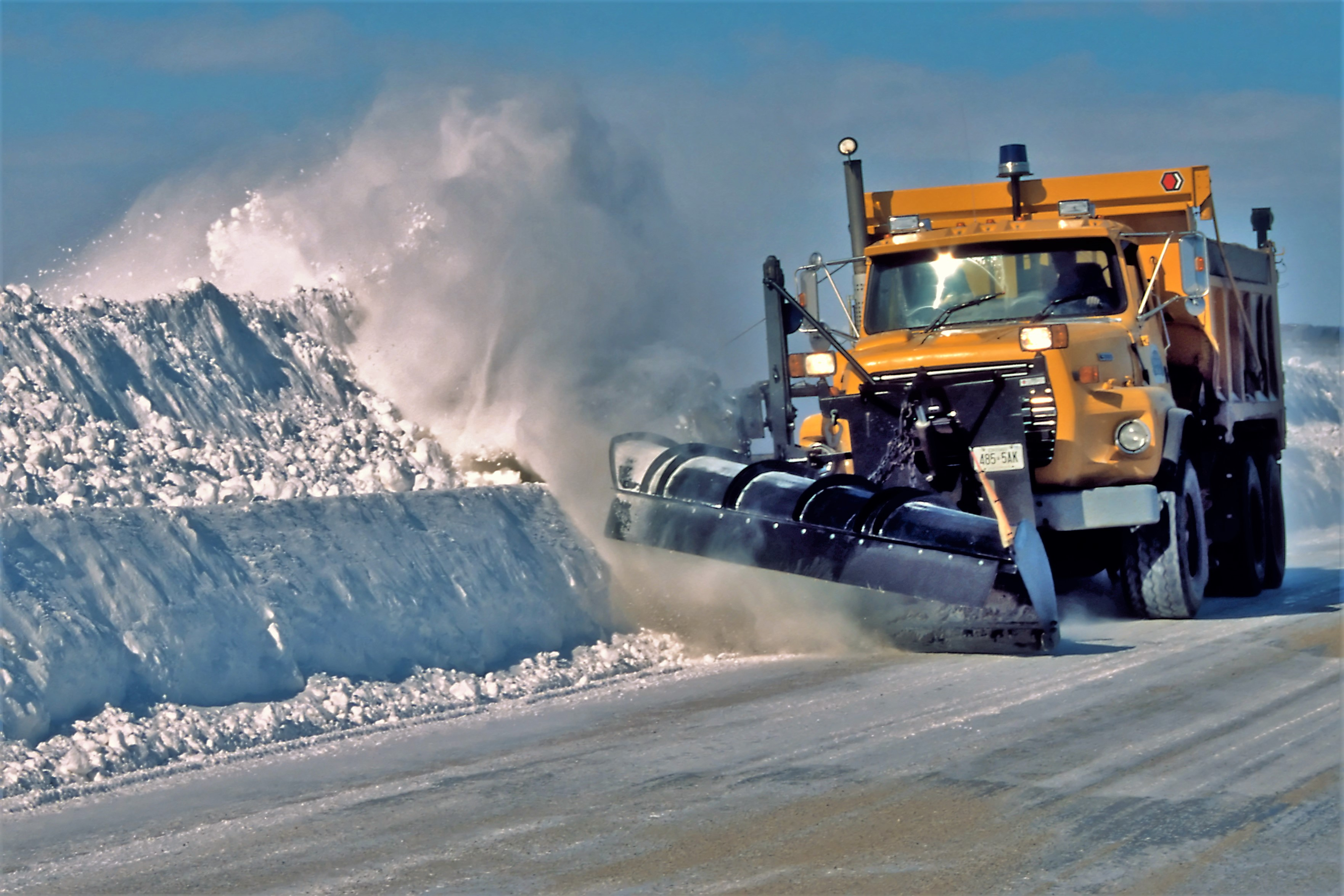
Spychacz tworzący zaspę na poboczu

Zaspa śnieżna – wzniesienie powstałe przez nawianie śniegu, często tworzące się na poboczach dróg, linii kolejowych i innych ciągów komunikacyjnych. 
Zaspy mogą mieć różny kształt w zależności od tego czy powstały sztucznie, np. przez działalność ratraka lub spychacza skupiających zwały śniegu na poboczu - wtedy osiągają kształt wzgórka ze ściętym stokiem, bądź też od tego czy powstały naturalnie - wtedy to wyglądem i sposobem powstania przypomina wydmę: wiatr znosi padający lub unosi z ziemi lekki, najczęściej "suchy" (silnie zmrożony) śnieg, nawiewając go w pewne miejsca w których złożone zostają jego ziarenka, tworzące z czasem wzniesienie.
Wyrażenie „zaspa śnieżna” bywa traktowane jako błąd (pleonazm), jednak Jerzy Bralczyk nie przekreśla takiej formy.